# Andrea Marabini
Andrea Marabini (Imola, 14 novembre 1892 – Imola, 13 febbraio 1984) è stato un politico italiano.

## Biografia
Figlio di Anselmo Marabini, tra i fondatori del Partito Socialista Italiano, nel 1908 si iscrive alla formazione politica paterna, e nel 1921 aderisce al neo Partito Comunista d'Italia. Nominato primo segretario del partito comunista di Bologna, nel 1922 ricopre lo stesso ruolo a Ravenna.
Con l'avvento del fascismo si trasferisce in Francia, dove viene in seguito arrestato per attività rivoluzionaria. Scontati sei mesi di condanna, viene consegnato dalle autorità francesi all'OVRA. Condannato ad altri quattro mesi di prigione, espatria in Belgio e successivamente in Unione Sovietica dove rimane fino al 1943. Rientrato in patria al termine del conflitto dedica la sua attività nell'organizzazione del movimento cooperativo.
Viene eletto nelle file del Partito Comunista Italiano alla Camera dei deputati nella I e II legislatura, ed al Senato nella III, dal 1948 al 1963.
Muore il 13 febbraio 1984 e viene sepolto nel Cimitero del Piratello.

## Opere
- Il fascismo italiano affama i contadini
- Proletariato agricolo e fascismo in Italia